# Julia Józewska
Julia Józewska z d. Bolewska, ps. „Ewa” (ur. w czerwcu 1892 w Śmile, zm. 20 maja 1939 w Łodzi) – malarka, działaczka niepodległościowa i społeczna, żona malarza i polityka – Henryka Józewskiego.

## Życiorys
Ukończyła gimnazjum w Kijowie. Po zdaniu matury uczęszczała na kursy żeńskie oraz działała w organizacji młodzieżowej „Polonia”. Następnie studiowała historię sztuki i malarstwo w Lozannie i grafikę w Monachium. Podczas I wojny światowej powróciła do Kijowa i zaangażowała się w działalność w Polskiej Organizacji Wojskowej jako łączniczka. W 1919 wzięła ślub z Henrykiem Józewskim, ówczesnym komendantem naczelnym POW w Kijowie i razem z nim wyjechała do Polski. Po wojnie jako osadnicy wojskowi do 1926 mieszkali na Wołyniu. Po przewrocie majowym jej mąż zajmował eksponowane stanowiska, w związku z czym Józewska towarzyszyła mu w jego działalności politycznej.
Podczas pobytu w Łucku, gdzie Józewski pełnił funkcję wojewody wołyńskiego, działała w organizacjach społecznych – była organizatorką i przez 10 lat przewodniczącą Zrzeszenia Wojewódzkiego Związku Pracy Obywatelskiej Kobiet oraz tworzyła obrazy, które wystawiała m.in. na wystawie krajobrazu polskiego w Łucku (1932). Pełniła także obowiązki przewodniczącej Towarzystwa Popierania Przemysłu Ludowego oraz Wojewódzkiego Komitetu Pomocy Dzieciom i Młodzieży i wiceprzewodniczącą Polskiego Białego Krzyża. Podczas pobytu w Łodzi, gdzie jej mąż był wojewodą łódzkim, działała jako wiceprzewodnicząca Wojewódzkiego Komitetu Pomocy Dzieciom i Młodzieży w Łodzi, przewodnicząca okręgu łódzkiego Związku Pracy Obywatelskiej Kobiet, a także przewodnicząca towarzystwa „Opieka”.

### Życie prywatne
Była córką lekarza i działacza społecznego – Henryka Bolewskiego oraz Matyldy z domu Neyman.
Zmarła 20 maja 1939 w Łodzi.
Została pochowana na cmentarzu Powązkowskim w Warszawie.

## Odznaczenia
- Krzyż Kawalerski Orderu Odrodzenia Polski (1933)[1]